# Бонвичини, Эудженио
Эудже́нио Бонвичи́ни (итал. Eugenio Bonvicini; 11 ноября 1823, Масса-Ломбарда — 28 августа 1908, по другим данным 1903, там же) — итальянский агроном, предприниматель и политик.

## Биография
Родился 11 ноября 1823 года в коммуне Масса-Ломбарда. Окончил Болонский университет, получив диплом юриста. Принимал участие в Австро-итальянской войне 1848 года. Занимался фруктовым сельскохозяйственным производством в своей родной коммуне Масса-Ломбарда, внёс ряд агрономических новшеств. Начиная с 1849 года занимал ряд политических и административных постов на местном, затем на провинциальном уровне. После объединения Италии трижды избирался в Палату Депутатов (в 1874, в 1877 и 1880 годах), входил в правую фракцию. С 1890 года — сенатор. Скончался по одним данным в 1903 году, по другим — 23 августа 1908 года.